# بخش کادیز (شهرستان هریسون، اوهایو)
بخش کادیز (به انگلیسی: Cadiz Township) یک منطقهٔ مسکونی در ایالات متحده آمریکا است که در شهرستان هریسون، اوهایو واقع شده‌است.
 بخش کادیز ۹۰٫۳ کیلومتر مربع مساحت و ۳٬۶۸۹ نفر جمعیت دارد و ۳۴۹ متر بالاتر از سطح دریا واقع شده‌است.